# Sala Baganza
Sala Baganza – miejscowość i gmina we Włoszech, w regionie Emilia-Romania, w prowincji Parma.
Według danych na rok 2004 gminę zamieszkiwało 4611 osób, 153,7 os./km².

## Torneo Internazionale di Baseball
W miejscowości Sala Baganza rozgrywane są doroczne turnieje Baseballowe, w których udział biorą kluby sportowe z całej Europy, m.in. z Włoch, Francji, Niemiec, Holandii, Belgii, Słowenii oraz Polski. Czasem zapraszane są kluby z Kanady i USA. W turnieju biorą udział dzieci w różnych kategoriach wiekowych jak Ragazzi (chłopcy 9-12 lat), Minibaseball (6-9 lat), Ragazze Softball (dziewczynki 9-12 lat) oraz Cadetti (kadeci 12-16 lat). Pierwsza edycja turnieju miał miejsce w 1985 roku. W 2009 obchodzono 25 rocznicę turnieju. W związku z tym pierwszy raz zaproszona została drużyna z Polski mianowicie KSB Wrocław Kadeci i Młodzicy. Zajęli odpowiednio 9 i 11 na 12 drużyn w każdej kategorii.